# Ружо, Люка
Люка Ружо (фр. Lucas Rougeaux; родился 10 марта 1994 года в Грас, Франция) — французский футболист, защитник.

## Клубная карьера

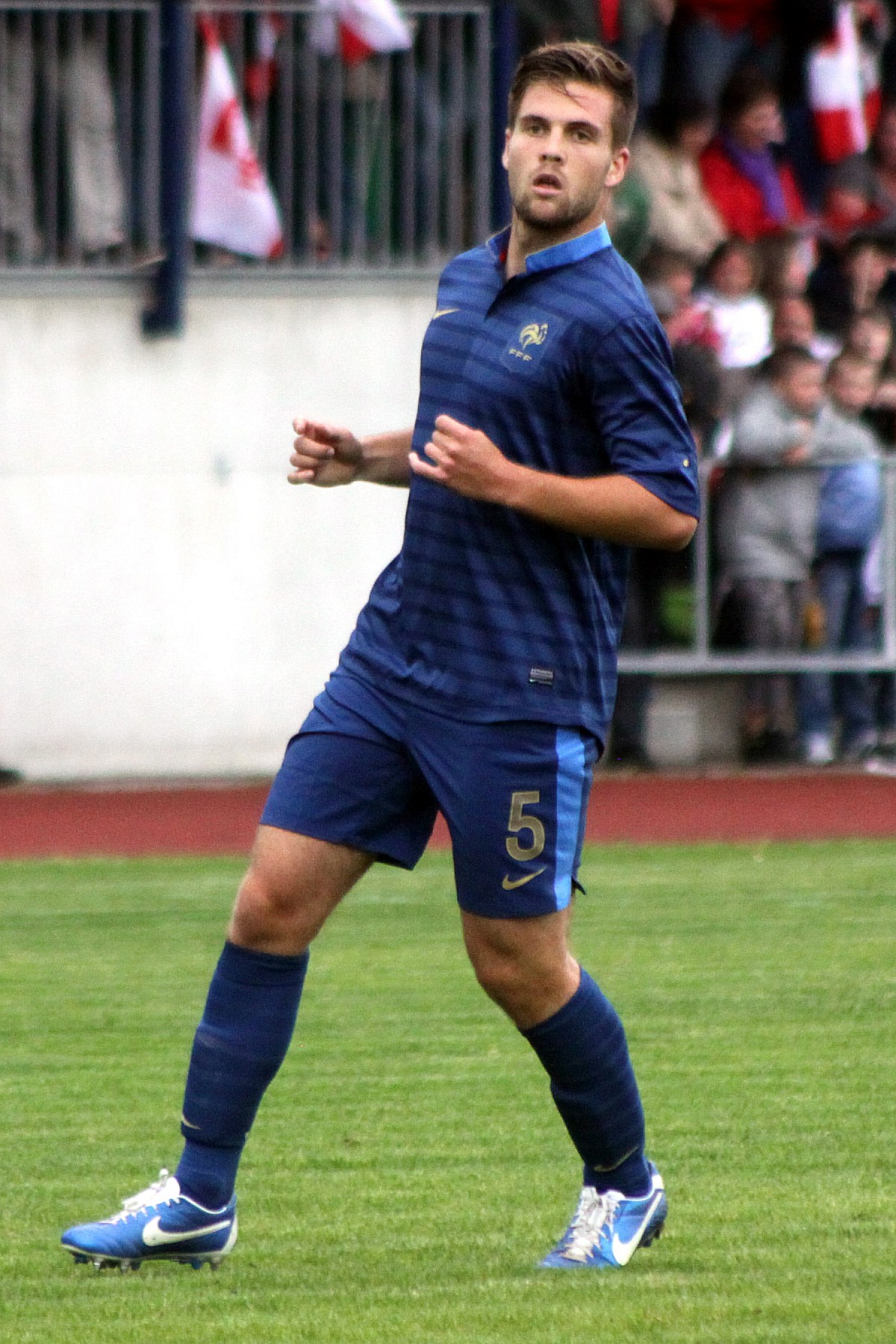
Ружо в составе юношеской сборной Франции

Ружо — воспитанник клубов «Вальбон София-Антиполис», «Грас» и «Ницца». 12 мая 2013 года в матче против «Эвиана» он дебютировал за последний в Лиге 1, заменив во втором тайме Кевина Гомиса. Для получения игровой практики Люка на правах аренды выступал клубы низших дивизионов Франции «Фрежюс-Сен-Рафаэль» и «Булонь».
Летом 2016 года Ружо перешёл в бельгийский «Кортрейк». 10 сентября в матче против «Вестерло» он дебютировал в Жюпиле лиге. 19 сентября 2017 года в поединке Кубка Бельгии против «Дюрбюи» Люка забил свой первый гол за «Кортрейк».

## Международная карьера
Летом 2013 года Ружо в составе юношеской сборной Франции завоевал на юношеском чемпионате Европы серебряные медали. На турнире он принял участие в поединке против Сербии.

## Достижения
Международные
 Франция (до 19)
- Чемпионат Европы по футболу (юноши до 19 лет) — 2013

## Личная жизнь
Леви приходится дальним родственником нападающему Леви Ружо, выступающему за люксембургский клуб «Вайлер».